# Hollyoaks
Hollyoaks é uma soap opera britânica criada por Phil Redmond, exibida originalmente pelo Channel 4 desde 23 de outubro de 1995.

## Equipe de produção
O produtor atual Bryan Kirkwood entrou originalmente para o show em 2006, mas saiu três anos depois para se tornar produtor de EastEnders. Depois que ele deixou seu papel em 2009, vários produtores trabalharam no programa, resultando em diversas reinvenções criativas e mudanças de direção durante esse período. A sucessora de Kirkwood, Lucy Allan, deixou o cargo em 2010 depois de doze meses; seu substituto, Paul Marquess, apresentou uma grande variedade de novos personagens antes de sair um ano depois, para ser substituído por Gareth Philips. Emma Smithwick mais tarde substituiu a Philips no outono de 2011. No final de setembro de 2012, foi anunciado que Bryan Kirkwood retornaria a Hollyoaks, substituindo Emma Smithwick. O programa comemorou 20 anos no Channel 4 em outubro de 2015.
Na década de 2000, a Hollyoaks desenvolveu uma base de fãs substancial e era vista como uma novela vibrante, moderno e jovem. Em 2002, o criador Phil Redmond considerou retirar seu programa da exibição, depois que a rede cortou sua outra novela, Brookside. No entanto, Hollyoaks continuou a aparecer no canal e, em 2007, os críticos observavam que o seriado havia "passado por um renascimento curioso", refletido no aumento da audiência e na qualidade do drama, muitas vezes envolvendo os personagens mais antigos. Em novembro de 2014, as primeiras aparições na E4 geralmente atraem cerca de 900.000 telespectadores, com a exibição C4 do dia seguinte atraindo mais de um milhão, para um público combinado de 1,7 a 2,3 milhões.

## Elenco
- Nick Pickard como Tony Hutchinson
- Sarah Jayne Dunn como Mandy Richardson
- James McKenna como Jack Osborne
- Ashley Taylor Dawson como Darren Osborne
- Ellis Hollins como Tom Cunningham
- Alex Carter como Lee Hunter
- Helen Pearson como Frankie Osborne
- Jessica Fox como Nancy Hayton
- Andrew Moss como Rhys Ashworth
- Anthony Quinlan como Gilly Roach
- Ashley Slanina-Davies como Amy Barnes
- Kieron Richardson como Ste Hay
- James Sutton como John Paul McQueen
- Jamie Lomas como Warren Fox
- Jennifer Metcalfe como Mercedes Fisher
- Nicole Barber-Lane como Myra McQueen
- Gemma Merna como Carmel Valentine
- Claire Cooper como Jacqui McQueen
- Saira Choudhry como Anita Roy
- Jorgie Porter como Theresa McQueen
- Bronagh Waugh como Cheryl Brady
- Karen Hassan como Lynsey Nolan
- Ashley Margolis como Ricky Campbell
- Beth Kingston como India Longford
- Alison Burrows como Kathleen McQueen
- Alice Barlow como Rae Wilson
- Dean Aspen como Duncan Button
- Sheree Murphy como Eva Strong
- Bianca Hendrickse-Spendlove como Texas Longford
- Phina Oruche como Gabby Sharpe
- Lydia Lloyd-Henr como Amber Sharpe
- Shaun Blackstock como Taylor Sharpe
- Andonis Anthony como Phil Sharpe
- Paul Opacic como Carl Costello
- Kim Tiddy como Heidi Costello
- Rob Norbury como Riley Costello
- Miles Higson como Seth Costello
- Rachel Shenton como Mitzeee Minniver
- Victoria Atkin como Jasmine Costello
- Jonny Clarke como Bart McQueen
- Emmett J. Scanlan como Brendan Brady
- Stephanie Davis como Sinead O’Connor
- Connor Wilkinson como Finn O’Connor
- Alexandra Fletcher como Diane O’Connor
- Gary Cargill como Rob O’Connor
- Jessica Forrest como Leanne Holiday
- Sikander Malik como Jamil Fadel
- Travis Yates como Arlo Davenport
- Darren Day como Danny Houston
- Craig Vye como Ethan Scott
- Abi Phillips como Liberty Savage
- Parry Glasspool como Harry Thompson
- Max Baldry como Liam Donovan
- Emma Rigby como Hannah Ashworth[9]

## Produção
Hollyoaks é produzido pela Lime Pictures (antes conhecida como 'Mersey Television' antes de sua aquisição pela All3Media) e é filmado principalmente nos estúdios de Childwall, Liverpool.
Desde o lançamento do canal em 2001, a estação irmã digital do Channel 4, E4, exibe diariamente o primeiro look às 19h00 todos os dias da semana, no qual os telespectadores podem assistir ao episódio a ser exibido no Channell 4 no dia seguinte. O 'first-look' é reexibido no canal time shift E4 +1 às 20.00.